# Johan Adlerström
Johan Gustafsson Adlerström, före adladet 1688 Curnovius, född i Björneborg, död 1721, var en svensk ämbetsman.

## Biografi
Johan Adlerström föddes i Björneborg. Han var son till borgmästaren Gustaf Henriksson och Elisabet Nilsdotter. Adlerström blev 1673 student vid Kungliga Akademien i Åbo och blev 1677 notarie vid Amiralitetet. Han deltog år 1678 och 1679 i örlogsflottans sjötåg. Adlerström blev 28 februari 1683 sekretare vid Amiralitetet. Han adlades Adlerström 5 april 1688  och introducerades 1689 i Sveriges Riddarhus som nummer 1131.
Adlerström var lagman i Västernorrlands och Västerbottens lagsaga från 1698, i Gästrike läns lagsaga 1718–1719 och sedan åter i Västernorrlands och Västerbottens lagsaga, från 1720 Västernorrlands lagsaga, vilken tjänst han innehade till sin död.

### Familj
Adlerström gifte sig första gången med Felicia Cajana, dotter till befallningsmannen Anders Eriksson över Kajana och Agneta Mattsdotter.
Han gifte sig andra gången 19 april 1691 i Sankt Nikolai församling i Stockholm med Anna Hällberg, dotter till lärftskrämaren Nils Jönsson Hällberg och Brita Mikaelsdotter samt änka efter överkommissarien Samuel Gripenklo. Adlerström och Hällberg fick tillsammans dottern Gustaviana Adlerström (född 1692).